# Клоноулти
Клоноулти (англ. Clonoulty; ирл. Cluain Ultaigh) — деревня в Ирландии, находится в графстве Южный Типперэри (провинция Манстер).
Каждый год деревня устраивает для всей общины The Connie Ryan Set Dancing Weekend — вечеринку сетовых танцев.